# Trave

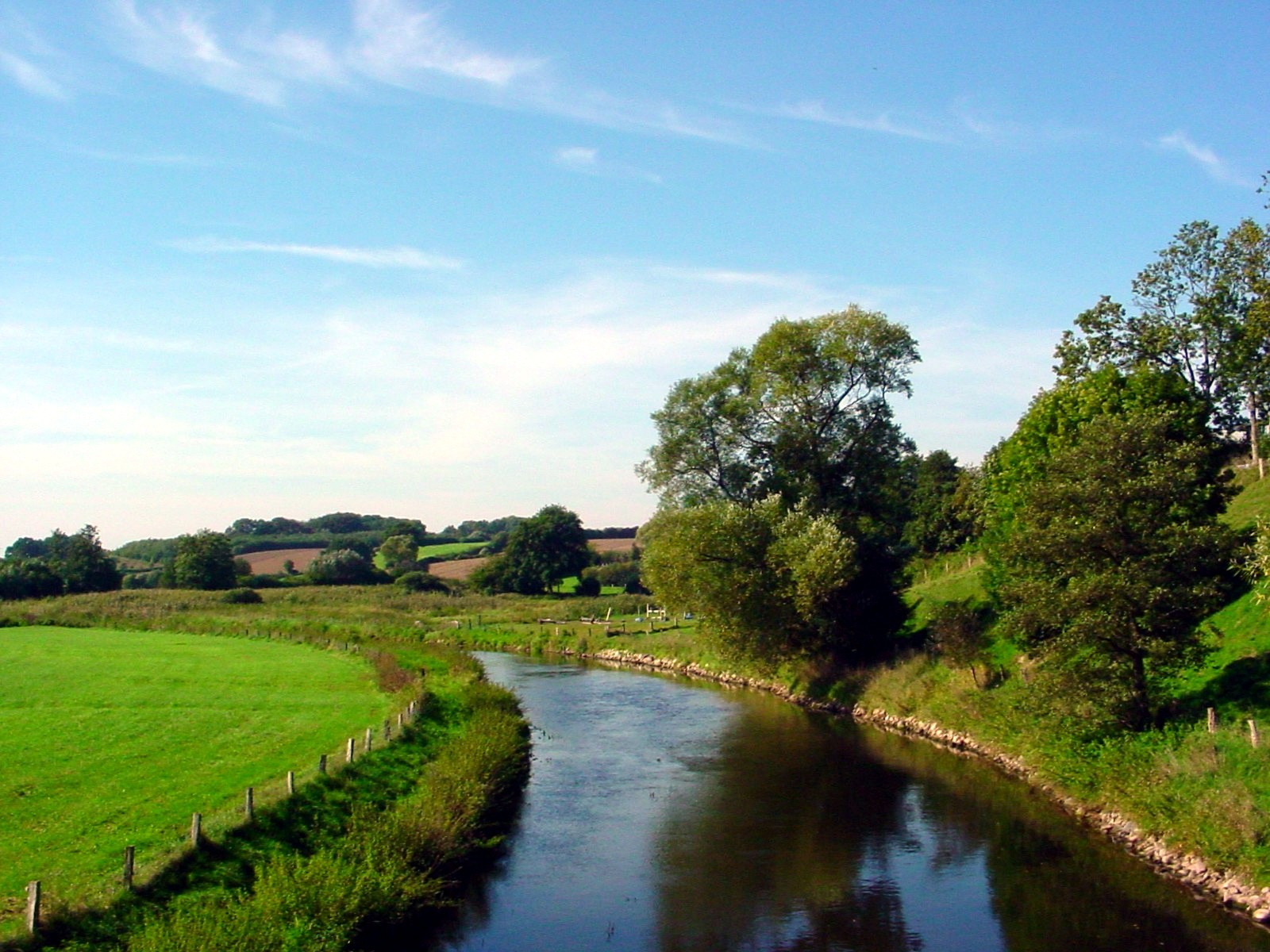
Trave vid Lokfeld.

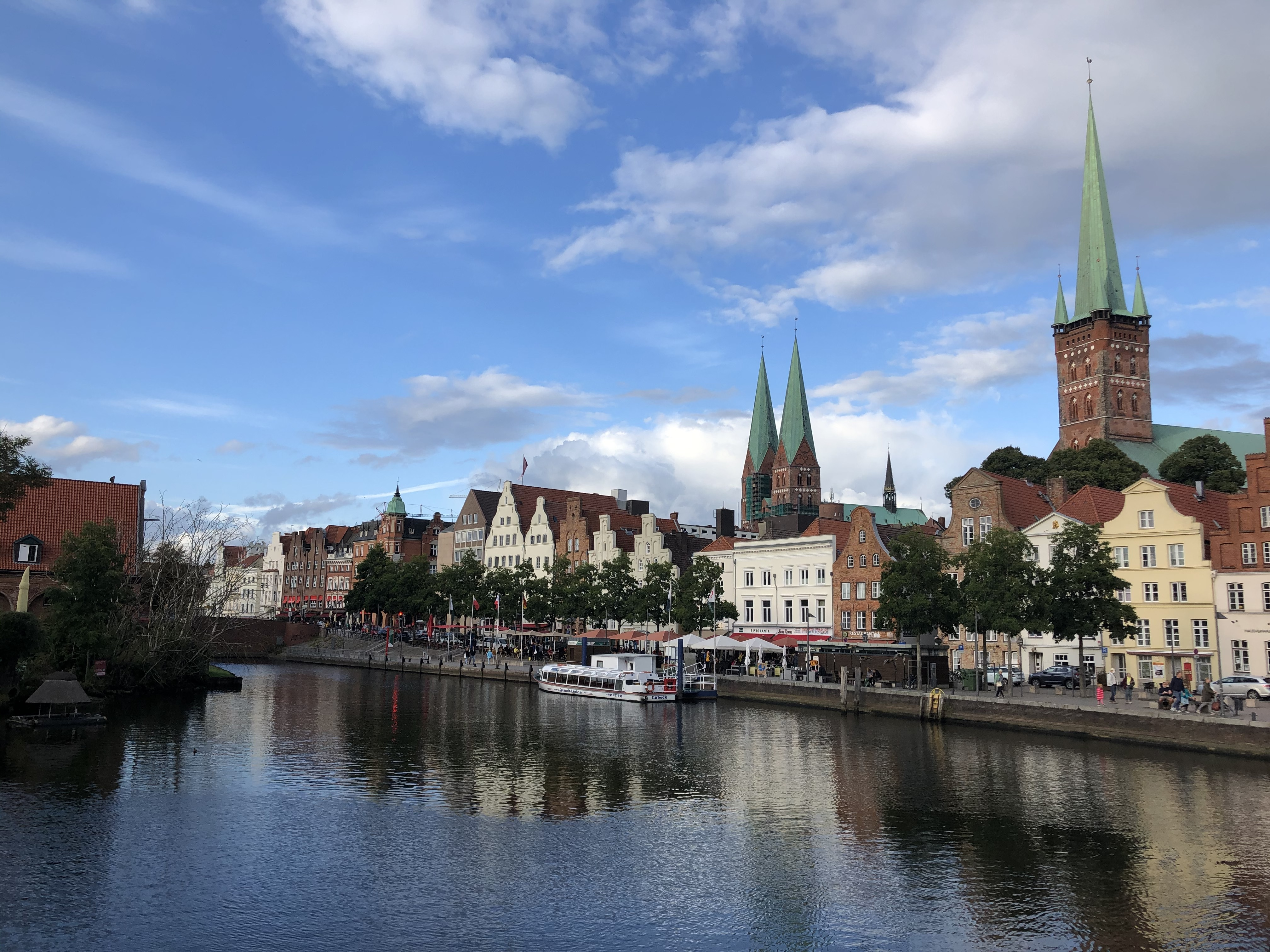
Vy över centrala Lübeck med Trave i förgrunden.

Trave är en flod i norra Tyskland och är 124 km lång. Floden går igenom Schleswig-Holstein. Bifloder är Schwartau, Stepenitz och Wakenitz. Floden har sin källa i Ahrensbök och mynnar ut i Lübeckbukten vid Travemünde.